# دجاج سويت اند ساور
دجاج سويت اند ساور (بالإنجليزية:sweet and sour chicken ) وتعني طبق الدجاج الحامض الحلو. هو طبق من الدجاج الصيني الحلو الحامض وذلك لوجود الطعم الحلو و الطعم الحامض في مكونات الطبق.
يتكون الطبق من مكعبات الدجاج المقلية و المضاف اليها خضروات مشوحة (جزر - فلفل حلو - بصل) مع صوص مكون من صوص الصويا والملح والسكر كما أنه يجب تناوله ساخنا فور طبخه لأن طعمه لا يصبح مستساغا إذا ترك ليبرد وأعيد تسخينه.